# Imperivm: La guerra gallica
Imperivm: La guerra gallica (conosciuto all'infuori di Italia e Spagna con il nome di Celtic Kings: Rage of War) è un videogioco di strategia militare parzialmente basato su fatti storici ispirati alla guerra gallica. È il primo capitolo della saga di Imperivm, ed è sviluppato dalla Haemimont Games, pubblicato dalla Strategy First (in Italia e Spagna dalla FX Interactive) e uscito il 21 agosto 2002.

## Modalità di gioco
All'inizio di ogni partita normale, è possibile selezionare i numerosi parametri:
- La mappa può essere continentale, formata da isole, ad arcipelago o montuosa, e può essere di dimensioni piccole, medie o grandi, ma si può anche giocare in scenari creati in precedenza sull'editor;
- Le condizioni di vittoria sono 4: Eliminazione, Punti a tempo (vince chi allo scadere del tempo accumula più punti), Punti limite (vince chi raggiunge per primo il limite punti prestabilito) e Grado a tempo;
- Si possono attivare o disattivare i forti, gli accampamenti, i villaggi e le fortezze straniere, gli altari dei sacrifici, le grotte e le rovine;
- Si può impostare la stagione (Primavera, Autunno e Inverno), la velocità, l'oro iniziale (2500, 5000 o 10'000) e la popolazione negli insediamenti (50, 100 o 150);
- La nebbia di guerra può essere anche disattivata, assieme alle zone oscurate in nero;

Nel gioco sono presenti due fazioni: la Repubblica di Roma si basa sulla potenza delle sue legioni, mentre le tribù della Gallia sul numero delle truppe. È presente anche una terza fazione indirettamente giocabile, ossia i Teutoni, rappresentati dai cavalieri e dagli arcieri a cavallo: essi si nascondono in appositi accampamenti che fungono da forti, e il giocatore che si avvicina a loro è costretto a combatterli, se non a battere in ritirata; l'accampamento viene sottomesso se e quando tutti i guerrieri teutonici vengono sconfitti.
Esistono due risorse: l'oro si produce nella fortezza, ed è necessario per gli ordini e per reclutare unità; i viveri si producono invece nei villaggi e servono per sfamare le truppe; ogni unità può infatti portare con sé fino a 20 unità di viveri, esaurite le quali perde salute e diventa più vulnerabile.
La fortezza è normalmente protetta da cinta murarie fornite di arcieri che vi si arroccano ed è formata da sei strutture: un foro, una caserma, un tempio, una fucina, un colosseo e una taverna. Le strutture possiedono una barra della salute, anche se, una volta esaurita la barra, smettono semplicemente di funzionare finché non vengono riparate. Il foro è la struttura principale della fortezza, in quanto la sua cattura segna la perdita dell'intero complesso, e possiede un comando gratuito atto ad addestrare tutte le unità presenti all'interno; la caserma è il luogo dove si reclutano le varie unità militari, ma possiede anche comandi che ne accelerano la produzione; il colosseo serve tra le altre cose a reclutare gli eroi, gli equivalenti dei generali, capaci di portare con loro fino a 50 unità (tranne i liberatus e i capi normanni), e impartire specifici ordini; il tempio fa reclutare sacerdoti e impartire ordini per il loro potenziamento; la fucina serve per sbloccare nuove unità, visto che i legionari sono sempre disponibili per Roma e i guerrieri e gli arcieri lo sono per la Gallia; la taverna offre infine una gamma di comandi per potenziare le unità militari o l'economia della fazione.
Come detto prima, i villaggi producono viveri, ma possiedono anche il comando di far uscire 5 contadini dalla struttura per trasferirli in un'altra, anche se ciò vuol dire una minor produzione di viveri. I porti possono contenere fino a 10.000 unità d'oro, e dato che ogni nave ne costa 1.000, possono reclutare massimo 10 navi alla volta. Sono inoltre presenti tre tipi di forti nella mappa, catturabili dal primo giocatore che vi arriva: quello dell'oro (che produce oro automaticamente a patto che contenga almeno 2.000 pezzi), quello d'addestramento (che addestra lentamente le unità fino al livello 8) e quello commerciale (che consente di scambiare viveri per oro).
Qualsiasi struttura interagibile (tranne gli altari dei sacrifici e le locande) possiede un livello di lealtà, rappresentato da una bandierina nella loro interfaccia e che scende quando la struttura viene attaccata (per farlo è sufficiente ordinare a un gruppo di unità col tasto destro del mouse sulla struttura desiderata); quando scende a 0, la struttura passa in mano all'attaccante. È anche possibile stabilire rotte di rifornimento tra le varie strutture: esse possono trasmettersi l'un l'altra oro e viveri, si vedono sulla mappa strategica sotto forma di frecce, e possono essere sia terrestri sia marittime, a seconda del terreno percorso dal "mercante".
Gli altari dei sacrifici funzionano solo se ci sono sacerdoti nei paraggi, e la loro "lealtà" è in realtà rappresentata in termini di magia, necessaria per compiere gli incantesimi che si possono produrre. I poteri disponibili variano dalla riduzione dei viveri in tutta la mappa, all'azzerare le difese nemiche, fino al proteggere gli alleati dell'utilizzatore.
Ogni tanto, in battaglia più di tutto, le unità progrediscono di livelli d'esperienza, che aumentano la loro salute massima di 5 punti aggiuntivi per ogni livello superato. A proposito di ciò esistono gli eroi, i generali del gioco, che come già detto possono comandare fino a 50 truppe ciascuno. Per assegnare una certa unità all'eroe, basta cliccare col tasto destro del mouse sull'eroe, mentre per farlo separare da esso basta farla muovere separatamente.
Esistono anche oggetti speciali che possono danneggiare nemici, curare alleati o renderli più forti: li si ottengono con alcuni specifici ordini, ma molto più spesso anche in grotte, tronchi, alberi ed altro. Le grotte sono molto insidiose, in quanto l'unità che ci entra deve possedere un livello d'esperienza almeno pari a quello richiesto nell'interfaccia della grotta; inoltre, che prenda l'oggetto o meno, essa uscirà con l'1% di salute totale.

### Modalità
- L'"Apprendistato" consiste nel controllo prima di un solo guerriero gallico, di nome Larax, e poi di un intero esercito al fine di sconfiggere alcuni nemici e infine conquistare una fortezza nemica. Durante l'Apprendistato si riceveranno gli utili consigli di un maestro, per far imparare i comandi del videogioco ai giocatori meno esperti. L'Apprendistato si ripresenterà in forma riciclata nel seguito, Le guerre puniche, con un altro protagonista, Viriato.

- Nella modalità "Strategia" è possibile comandare le legioni romane o le tribù galliche, in una mappa casuale o predefinita dove si combatte per il predominio della regione conquistando i forti, gli accampamenti teutonici e, soprattutto, le fortezze presenti nel territorio.

- Nella modalità "Avventura" si possono scegliere quattro diverse campagne da giocare. La prima e l'ultima sono in realtà dei minigiochi aggiunti nella seconda edizione del gioco, mentre la seconda e la terza sono delle avventure elaborate presenti fin dalla prima edizione:

1. I difensori: In questo minigioco un piccolo gruppo di soldati viene messo come guarnigione per difendere una collina sacra dalle ondate di guerrieri barbari che stanno devastando il Paese. Qualora un soldato dovesse lasciare la collina, morrebbe all'istante. Per ogni giorno che i difensori resistono agli attacchi dei nemici lo "Spirito Guardiano" della collina sacra concede loro un desiderio da esprimere (che può corrispondere a delle unità di rinforzo, delle unità curative, una riduzione dei nemici per il giorno successivo oppure oggetti magici per potenziare i guerrieri difensori).
2. Il trono di Dacia: Questa avventura si svolge in una sola mappa. Il giocatore veste i panni di Fabio Agrippa, spodestato dal governo della regione di Dacia da Cecilio Metello, che ne ha usurpato il trono. Fabio Agrippa dovrà prima arruolarsi nell'esercito romano per poter passare dalle guarnigioni a guardia della strada per la Dacia, completare varie missioni assegnategli dal suo comandante Cornelio e da un sacerdote dei servizi segreti e poi proseguire verso la capitale della Dacia, Apollonia. Una volta qui si dovrà combattere contro il potente "Druido Pazzo", arroccato in una fortezza gallica che bisognerà conquistare. Una volta compiuto tutto ciò, bisognerà conquistare tutta la regione della Dacia con le proprie armate per riportare finalmente Fabio Agrippa sul trono che gli spetta.
3. Imperivm Avventura: Questa avventura si ambienta in venti mappe ed è sicuramente la più elaborata del gioco. Il protagonista è Larax, un eroe gallo e uno dei pochi superstiti del villaggio di Kormaris, devastato dai Teutoni capeggiati da Milred. Per vendicare la sua gente e sua moglie, Larax chiederà aiuto alla Dea della vendetta Cathobodua, che gli darà la "Pietra del Potere", un oggetto magico in grado di donargli un'enorme forza. Dopo aver portato in salvo i superstiti di Kormaris, Larax continuerà il suo viaggio, durante il quale la dea gli affiancherà il druido Lleldoryn e il guerriero Thoric. Dopo aver ottenuto la sua vendetta uccidendo Mildred, Larax si alleerà con Giulio Cesare al fine di scacciare i Teutoni rimanenti dalla Gallia, ma Vercingetorige gli farà capire che così facendo sta danneggiando la Gallia stessa, e da allora Larax diventerà il peggior nemico dei romani. L'avventura finisce con Larax che rinuncia alla "Pietra del Potere" per poter combattere nella battaglia di Gergovia, dove riuscirà a sconfiggere le legioni di Giulio Cesare grazie all'aiuto di tutti i guerrieri da lui incontrati nel suo lungo viaggio.
4. Gli invasori: In questo minigioco si vestono i panni di un arciere teutonico impegnato a scacciare varie orde di nemici (sia uomini che animali) prima che giungano al suo villaggio. Lo stile ricalca fedelmente il datato Space Invaders.

### Fazioni
Come detto prima, ne La guerra gallica si possono scegliere solamente due fazioni, Roma e Gallia, entrambe con i rispettivi punti di forza e punti deboli, divisi per le loro unità. Ecco un elenco delle fazioni con le rispettive unità.
- Roma:
  - Legionario (attacco: 16; difesa: 12; salute: 200): è l'unità base dell'esercito romano, non molto potente ma economica e disponibile subito.
  - Arciere (attacco: 20; difesa: 0; salute: 150): unità di fanteria leggera con un buon attacco, utile come supporto alla fanteria.
  - Princeps (attacco: 16; difesa: 16; salute: 300): è un soldato più forte del legionario e più costoso, adatto alle prime fila dell'esercito.
  - Gladiatore (attacco: 30; difesa: 10; salute: 300): è un soldato prelevato dai combattimenti nelle arene: ha una grande potenzialità d'attacco.
  - Equite (attacco: 20; difesa: 12; salute: 200): cavaliere romano non molto potente e non ben protetto, ma utilissimo per l'esplorazione del territorio.
  - Pretoriano (attacco: 40; difesa: 12; salute: 600): è il fante più forte a disposizione di questa civiltà, offre ottime prestazioni, soprattutto durante gli attacchi.
  - Liberatus (attacco: 40; difesa: 12; salute: 440): rude guerriero proveniente dai combattimenti nell'arena, può effettuare attacchi devastanti. È l'unità speciale della civiltà romana, e non vincolabile all'eroe.
- Gallia:
  - Guerriero (attacco: 12; difesa: 6; salute: 200): unità gallica di base, economica ma debole nei combattimenti.
  - Arciere (attacco: 6; difesa: 0; salute: 140): unità di tiratori piuttosto debole, utile solo in numero elevato e in appoggio ad altri soldati.
  - Guerriero con ascia (attacco: 40; difesa: 8; salute: 220): unità forte nei combattimenti corpo a corpo e utile per logorare i nemici, ma con poca resistenza.
  - Lanciere (attacco: 20; difesa: 12; salute: 180): unità dotata di una resistenza piuttosto buona, utile per respingere gli attacchi nemici o per presidiare luoghi importanti.
  - Cavaliere (attacco: 26; difesa: 8; salute: 380): soldato abbastanza abile nel corpo a corpo, resistente, molto veloce e utile per esplorare.
  - Guerriera (attacco: 30; difesa: 16; salute: 240): unità piuttosto abile nei combattimenti ma con poca salute: è la migliore fanteria assegnabile all'eroe dei Galli.
  - Capo normanno (attacco: 120; difesa: 6; salute: 1200): grazie alla grande potenza del suo attacco, questa unità armata di un enorme martello può tenere testa a qualunque avversario nel corpo a corpo. Non è assegnabile all'eroe.

Il gioco include anche cavalieri e arcieri teutonici, entrambe unità a cavallo, e inserite apposta per le campagne di Imperivm, oltre che agli animali, come lupi, orsi e aquile.

## Caratteristiche speciali delle unità
Le varie unità possiedono anche una serie di caratteristiche speciali che aumentano in vari modi la loro efficacia e che, inoltre, li rendono particolarmente potenti contro determinate unità.
- Posizione difensiva: Permette all'unità che ne dispone di schivare il primo attacco di qualsiasi avversario senza subire alcun danno.
- Danno espansivo: Questa caratteristica, di cui dispongono gli arcieri, fa sì che il danno provocato dall'unità sia proporzionale al livello di salute dell'obiettivo: se il livello di salute dell'obiettivo è alto, lo sarà anche il danno provocato; al contrario, quando il livello di salute dell'obiettivo è basso, il danno inflitto sarà minimo.
- Attacco continuo: Aggiunge bonus di attacco all'unità per ogni colpo consecutivo inflitto allo stesso obiettivo. Il bonus aumenta a ogni attacco (+1, +2, +3, ecc.) e non ha un limite massimo.
- Colpo mortale: L'unità elimina con un solo colpo l'obiettivo se il livello di salute di quest'ultimo è inferiore al 40 %.
- Carica: È una caratteristica delle unità a cavallo, che aumenta 6 volte la potenza di attacco dell'unità se questa non ha attaccato per 10 secondi.
- Attacco disperso: Ogni volta che subisce un colpo, l'unità che dispone di questa caratteristica restituisce al nemico il 50% del danno che infliggerebbe se l'attaccasse.
- Danno riflesso: Restituisce all'attaccante tutto il danno ricevuto nel combattimento corpo a corpo.
- Colpo del vampiro: L'unità recupera la salute con il 50% del danno inflitto all'unità nemica, purché non si utilizzino contro essa il danno riflesso o il danno espansivo.
- Danno di gruppo: I colpi assestati dall'unità non raggiungono solo l'obiettivo, ma anche le unità a lui vicine.
- Libertà: L'unità che possiede questa caratteristica non può essere assegnata a un eroe.

## Oggetti speciali
Nel corso del gioco si possono trovare diversi oggetti magici e amuleti in determinati luoghi della mappa di gioco. Sono sempre di grande aiuto per superare tutte le sfide presentate dal gioco. Alcuni oggetti devono essere utilizzati (cliccandoci sopra due volte) perché siano efficaci, mentre altri devono semplicemente essere indossati o portati con sé dalle unità. Un terzo gruppo possiede entrambe le caratteristiche.
È inoltre possibile trascinare l'icona dell'oggetto posseduto e trascinarlo sul piano di gioco, in modo la lasciarne una borsa che contiene l'oggetto.
- Ceneri del druido: Curano il portatore e 8 unità amiche vicine ad esso.
- Denti d'orso: Aumentano di 8 il danno massimo del possessore.
- Cintura di forza: Aumenta di 4 la difesa tagliente e quella perforante del possessore.
- Cintura di serpenti: Aumenta di 30 il danno del possessore.
- Zanna di cinghiale: Concede 16 punti esperienza al possessore. Quando utilizzata, danneggia l'avversario usando la salute del possessore.
- Denti di cinghiale: Aumentano di 5 il livello d'esperienza del possessore.
- Pietra di fuoco: Aumenta di 60 unità l'attacco massimo del possessore. Quando viene utilizzata cura il suo portatore, sottraendo energia a un'unità amica.
- Piuma d'aquila: Aumenta di 200 la salute massima del possessore.
- Amuleto di piume: Aumenta di 400 la salute massima del possessore.
- Dito della morte: Quando utilizzata, elimina 3 unità nemiche vicine a caso. Non ha però effetto sugli eroi.
- Guanti della salute: Aumentano di 1.200 punti la salute del possessore. Quando utilizzati curano un'unità amica a caso, a costo della salute di chi li possiede.
- Erbe medicinali: Quando utilizzate, curano completamente il possessore all'istante.
- Acqua curativa: Quando utilizzata, distribuisce fino a 2.000 punti di salute tra tutte le unità amiche vicine.
- Amuleto d'erbe: Aumenta di 4 la difesa perforante del possessore.
- Corno della vittoria: Quando utilizzato, infligge 60 punti danno al possessore e a 12 unità nemiche vicine.
- Cintura del re: Aumenta di 600 la salute massima e di 10 punti la difesa perforante e tagliente del possessore.
- Funghi velenosi: Aumentano permanentemente di un punto il livello del portatore quando utilizzate. Per poterli usare, il possessore deve disporre almeno del 90% di salute.
- Spighe di segale: Quando usate, distribuiscono 200 unità di viveri alle unità amiche più vicine.
- Pelle di serpente: Aumenta di 10 l'attacco minimo e quello massimo del possessore.
- Pietra sanguinaria: Disponibile solo nell'avventura, può essere ceduta in cambio di esperienza o di un altro amuleto.
- Gemma del potere: Aumenta fino a 200 l'attacco massimo del possessore. Richiede che il possessore elimini un numero determinato di unità nemiche.

## Doppiaggio
- Fabio Agrippa: Gianni Gaude
- Pavonius: Riccardo Rovatti
- Cornelio: Flavio Balzarotti
- Druido pazzo: Marco Balbi
- Cecilio Metello: Silvano Piccardi
- Larax: Claudio Moneta
- Vercingetorige: Marco Balzarotti
- Maios: Silvano Piccardi
- Leldoryn: Silvano Piccardi
- Thoric: Ciro Imparato

## Accoglienza
| Testata       | Giudizio |
| ------------- | -------- |
| CGW           | [ 1 ]    |
| Game Informer | 7/10     |
| GameSpot      | 8.4/10   |
| GameSpy       | 4.5/5    |
| IGN           | 8.2/10   |
| PC Gamer (US) | 78%      |
| PC Zone       | 70/100   |

Il gioco è stato ricevuto molto bene dalla critica, ricevendo un punteggio di 8,2 su 10 dalla IGN, 8,4 su 10 dalla GameSpot e 4,5 su 5 dalla Gamespy. Questi favorivano molto gli elementi di strategia in tempo reale, gli RTS, combinati con quelli RPG, ossia dei giochi di ruolo (dall'unione dei quali è nato proprio il genere RTC, Real Time Conquest, la conquista in tempo reale), ma criticavano un po' il doppiaggio originale e la colonna sonora, leggermente ripetitiva.
Nel 2003, ha venduto più di 100 000 copie nella sola Spagna (una delle due sedi della FX Interactive oltre che all'Italia), diventando così un successo commerciale. Nel 2006, ha venduto oltre un milione di copie in Italia e Spagna e nell'America Latina.